# Gaius Atinius Labeo (Volkstribun 196 v. Chr.)
Gaius Atinius Labeo lebte im 3. und 2. Jahrhundert v. Chr. in Rom und war ein Plebejer. Er führte im Jahr 196 v. Chr. das Amt eines Volkstribuns aus. Zusammen mit seinem Amtskollegen Quintus Marcius Ralla erreichte er gegen den Willen der amtierenden Konsuln, dass das Friedensabkommen mit Philipp V., König von Makedonien, durch ein Plebiszit ratifiziert wurde.
Bei Beendigung des Zweiten Makedonisch-Römischen Kriegs hatte der römische Senat in einem Senatus consultum beschlossen, dass die durch Titus Quinctius Flamininus definierten Bedingungen zu einem Friedensabschluss führen sollten. Auf vornehmliches Betreiben des Konsuls Marcus Claudius Marcellus sollte der Senat in einem neuerlichen Senatsbeschluss dazu bewegt werden, konträr der zuvor geltenden Vereinbarung,  Makedonien als Provinz zu verwalten und diese, neben der Provinz Gallia cisalpina, zwischen ihm und seinem Kollegen Lucius Furius Purpureo auszulosen. Als Grund führte Marcellus seine Zweifel an der Einhaltung des Friedens seitens Philips V. an. Dem so argumentierenden Konsul zeigte sich die Mehrheit der Senatoren anscheinend geneigt, so dass ein neuerlicher Senatsbeschluss die Wiederaufnahme der Kampfhandlungen bedeutet hätte. Die Volkstribunen Gaius Atinius Labeao und Quintus Marcius Ralla drohten daraufhin, ein solches senatus consultum durch Interzession zu verhindern, wenn die Angelegenheit nicht zuvor zur Abstimmung durch das Volk in einem Concilium plebis gelangt wäre. Die Aufrechterhaltung des bestehenden Friedens mit den zuvor vereinbarten Bedingungen wurde einstimmig von der Volksversammlung beschlossen und ratifiziert.
Im Jahr 195 v. Chr. bekleidete Gaius Atinius Labeo das Amt des praetor peregrinus, in dem er für die Rechtsprechung in Rom zwischen Bürgern und Nichtbürgern zuständig war. Vermutlich lässt sich die Ratifizierung der Lex Atini auf ihn zurückführen. Das Gesetz legitimierte den Anspruch plebejischer Amtsträger, nach ihrer Dienstzeit Sitz und Stimmrecht im Senat zu erhalten, ohne auf das Wohlwollen der Censoren angewiesen zu sein.